# Sœurs réparatrices de Notre-Dame de Fátima
Les sœurs réparatrices de Notre-Dame de Fátima (à l'origine appelé Sœurs réparatrices de Notre-Dame des Douleurs) sont une congrégation religieuse féminine enseignante et contemplative de droit diocésain.

## Historique
La congrégation a été fondée sous le nom original de Sœurs réparatrices de Notre-Dame des Douleurs le 6 janvier 1926 à Lisbonne, au Portugal, par le père Manuel Nunes Formigão pour répondre aux demandes de la Vierge Marie à Fátima (prières de réparation aux douleurs de Marie, dévotion au Cœur immaculé de Marie, adoration eucharistique et récitation quotidienne du rosaire).
Le 11 avril 1949, Mgr José Alves Correia da Silva, évêque de Leiria, approuve les constitutions religieuses et procède à l'érection canonique de l'institut qui devient de droit diocésain. Le 22 août suivant, les religieuses font leur première profession religieuse. Au début, elles ont une vie uniquement contemplative mais adopte ensuite une vie mixte (apostolique et contemplative) pour diffuser le message de Fátima à travers le monde. Pour cette raison, elle étendent leurs activités par l'accueil des pèlerins et l'éducation des enfants.

## Activités et diffusion
Les sœurs réparatrices de Notre-Dame de Fátima se dédient à l'adoration eucharistique en esprit de réparation et possèdent des jardins d'enfants.
Elles sont présentes dans les pays lusophones : Portugal, Mozambique, Angola, Timor oriental.
En 2015, la congrégation compte 69 sœurs dans 8 maisons